# Unikitty!
Unikitty! Is een Amerikaans-Deense geanimeerde televisieserie geproduceerd door The Lego Group en Warner Bros. Animation voor Cartoon Network en met in de hoofdrol het personage met dezelfde naam uit The Lego Movie.
De serie werd aangekondigd op 10 mei 2017. In de San Diego Comic Con 2017, werd het bevestigd door producer (en mede-maker van Dick Figures) Ed Skudder dat de serie in Cartoon Network op nieuwjaarsdag 2018 in première zou gaan. Snipple-animatie en Renegade-animatie zijn gedeeltelijk verantwoordelijk voor de animatie van de show.
Een tweede seizoen van de serie werd aangekondigd op 24 juli 2018.
In Nederland werd de serie uitgezonden op Cartoon Network.

## Plot
Als heerser van de Unikingdom heeft prinses Unikitty drukke dagen vol koninklijke verantwoordelijkheden. Ze is er vooral in geïnteresseerd om ervoor te zorgen dat iedereen gelukkig is en het koninkrijk van negativiteit te bevrijden, maar mis haar optimisme niet verkeerd - ze is een kat / eenhoorn hybride die niet gekruist mag worden. Hoewel ze misschien vol grenzeloze energie en creativiteit is, is Unikitty een kracht waarmee rekening moet worden gehouden als iemand haar positieve vibes verspreidt, vooral als iemand haar eigen kleine broertje Puppycorn bedroefd maakt. Ook wonen in het kasteel zijn Dr. Fox, Hawkodile en Richard. Door dit alles zorgen Unikitty en haar vrienden ervoor dat elke dag de gelukkigste en meest creatieve ooit is, terwijl ze te maken hebben met de slechte complotten van Master Frown, een Snode Heer uit Frown Town.

## Personages
- Princess Unikitty (ingesproken door Tara Strong) - De prinses van de Unikingdom die een hybride kat/eenhoorn is. Ze is heel blij, speels, schattig en vrolijk, maar heeft een boze kant die ze soms moeilijk kan beheersen. Ze was eerder geuit door Alison Brie in de originele film.
- Prince Puppycorn (ingesproken door Grey Griffin) - Unikitty's jongere broer, een hond-maïskolfhybride. Hij is soms dom en verlegen, maar is ook loyaal en goedhartig. Hij wordt door Unikitty vaak bemoederd. Hij heeft een speciaal vriendje Rock Guy dat oogt als een normale kei, maar die kennelijk toch een persoonlijkheid bezit.
- Dr. Fox (ingesproken door Kate Micucci) - Een rode vos, de inwonende wetenschapper van het kasteel, wier experimenten en uitvindingen zowel problemen kunnen creëren als oplossen. Soms experimenteert ze op haar vrienden of creëert ze kunstmatige intelligentie met een charmante mannenpersoonlijkheid. Ze is zich er niet van bewust dat Hawkodile verliefd op haar is.
- Dr. Fox's Robots - Kleine robots die werken voor Dr. Fox.
- Hawkodile (ingesproken door Roger Craig Smith) - Unikitty's betrouwbare hybride bodyguard met havik/krokodil, die een "macho"-persoonlijkheid heeft en een oogje op Dr. Fox lijkt te hebben. Hij trainde om vechter te zijn in het Action Forest. Hij schaamt zich voor zijn gevoelige kant en hij heeft een rivaal Eaglegator.
- Richard (ingesproken door Roger Craig Smith) - Een grijze 1x3-Legobloksteen die de gouverneur van Unikitty is en de conciërge van het kasteel. Hij spreekt met een saaie eentonige stem en is vaak de stem van de rede, hoewel de anderen hem saai vinden om naar te luisteren. Hoewel het niet aan hem te zien is, meent hij zelf heel gelukkig te zijn.
- Master Frown (ingesproken door Eric Bauza) - een man die altijd in een zwarte mantel gekleed gaat. Hij woont samen met zijn maatje Brock in Frowntown dat pal onder Unikingdom ligt. Hij houdt niet van vrolijkheid en is er als de kippen bij om de pret in Unikingdom te verpesten. Hij is lid van een vrijmetselaarsloge die voor onrust wil zorgen. Hij wordt door de andere leden en voorzitter beschouwd als een schande voor de loge.
- Brock (ingesproken door H. Michael Croner) - een op een grafzerk lijkend personage dat met Master Frown samenwoont. Hij helpt Master Frown met zijn gemene streken maar is zelf de kwaadste niet. Hij houdt van omeletten bakken en ontspanning. Soms ergert hij zich aan de humeurigheid van zijn maatje.
- Bim-Bom Liebowitz (ingesproken door H. Michael Croner) - een op een groene volle vuilniszak of reusachtige knoedel lijkende persoon die twee keer een hoofdrol speelde. De eerste keer toen ze met haar ochtendhumeur Unikitty zo kwaad maakte dat deze haar een boze brief schreef met de bedoeling deze na het schrijven te verpulveren, maar die ze per ongeluk naar Bim-Bom verstuurde. De tweede keer toen ze Puppycorn uitdaagde mee te doen aan een hotdog-eetwedstrijd. Haar achternaam werd één keer door Unikitty genoemd toen deze verkleed als tandenfee haar woning binnendrong.
- Burger Person (ingesproken door Tara Strong) - een op een broodje hamburger lijkende persoon die soms bij vergissing wordt opgegeten, maar die toch telkens terugkeert.
- Feebee (ingesproken door Gray Griffin) - een persoon met een bloemenhoofd en een bijenlichaam. Ze spreekt met een zuidelijk accent en houdt heel veel van bloemen. Ze heeft een bloemenwinkel maar verkoopt niets. Niet omdat niemand haar bloemen wil kopen, maar omdat zij de bloemen voor zichzelf wil houden.
- Ted Butter - een eend wiens ogen van boven naar beneden lopen. Hij kan alleen wat gekwaak uitbrengen. Hij lijkt een criminele inslag te hebben. De eerste keer dat hij verscheen was hij de eigenaar van een speelgoedwinkel die de kiepwagen van Puppycorn stal.
- Old Timey Mustache Man (ingesproken door Eric Bauza): een oude man zonder armen en een grote witte krulsnor en een bolhoed die op een hoge bi fietst. Verder runt hij een snoepwinkel. Hij kwam een keer in beeld toen hij het vriendschapsverzoek van Unikitty aanvaardde en die van Puppycorn afwees.
- Really Old Edith (ingesproken door Grey Griffin): een oude kromme vrouwtje met een looprekje op wieltjes die een grote uilenbril draagt. Ze schijnt de oudste inwoonster van het Unikoninkrijk te zijn. Haar leeftijd wordt geschat op 110 jaar. Ze lijkt op een lief oud vrouwtje, maar ze kan heel vals en gemeen zijn. Ze heeft één keer de hoofdrol van antagonist gespeeld, toen ze met haar team van cheerleaders het opnam tegen Brock en Unikitty.
- Dino Dude (ingesproken door Eric Bauza): een dinosaurus met een Australische accent die in plaats van benen wielen heeft.
- Craig (ingesproken door Tara Strong): een vrouwtjeseland in boerenkleren die spreekt met een Italiaans accent.
- Rock Guy: een doodgewone kei die Puppycorn als vriend heeft uitgekozen. Volgens Puppycorn kan Rock Guy echt alles en hebben ze grote lol samen. Aanvankelijk dacht Unikitty dat haar broertje uit eenzaamheid vriendschap heeft gesloten met een kei, maar ze merkt algauw dat Rock Guy toch een soort persoonlijkheid heeft toen ze onbewust met hem sprak. Rock Guy redde Puppycorn en Unikitty van Puppycorn's eigengemaakte vriend Friend Guy toen deze hen aan zijn lichaam toevoegde.
- Flamurtle (ingesproken door Natasha Leggero): een vrouwelijke flamingo/schildpad hybride die net als Hawkodile een aartsvijand van Eaglegator is. Ze is ook goed in vechtkunst.
- Eaglegator (ingesproken door Keith Ferguson): een mannelijke alligator/adelaar hybride die ooit Hawkodile's beste vriend was tot Hawkodile een zonnebril ontving van hun sensei als beste leerling in de vechtkunst. Uit jaloezie werd hij Hawkodile's aartsvijand.
- Uncle Dunklecorn (ingesproken door Eric Bauza): een mannelijke ezel/eenhoorn hybride die eruitziet als een versleten kostuum. Hij zegt de oom van Puppycorn en Unikitty te zijn, maar die hebben nog nooit van hem gehoord, waardoor Hawkodile aanvankelijk geloofde dat het Master Frown en Brock in een vermomming waren. Later bleek hij echt te zijn en bood Hawkodile zijn excuus aan en oom Dunklecorn vergaf hem.
- Lord Landlord (ingesproken door Roger Craig Smith): de huisbaas van Master Frown en Brock. Hij komt maar in één aflevering voor die zijn naam draagt. Hij gaf Master Frown en Brock 24 uur de tijd om hun kamer op orde te maken, want anders zal hij ze eruit gooien en de borg inhouden. Hij wordt uiteindelijk door Unikitty en haar vrienden verslagen.

## Nederlandse stemmen
- Unikitty: Pip Pellens
- Puppycorn: Meghna Kumar
- Hawkodile: Milan van Weelden
- Dr. Fox: Relinde de Graaff
- Richard: Fred Butter
- Master Frown: Xander Gallois
- Brock: Jaap Strijker